# مقاطعة منسك
مقاطعة منسك (بالبولندية: powiat miński)‏ هي وحدة إدارة إقليمية وحكومة محلية (بوفية) في محافظة مازوفيا شرق-وسط بولندا. أنشأت في 1 يناير 1999، نتيجة إصلاحات الحكومة المحلية البولندية التي حصلت في عام 1998. أكبر وحدة إدارية وأكبر مدينة في المقاطعة هي منسك مازوفيتسكي، التي تقع على بعد 39 كيلومتر (24 ميل) إلى الشمال من مدينة وارسو.
تغطي المقاطعة مساحة قدرها 1,164.35 كم². ويبلغ عدد سكانها 141,048 نسمة وفقا لتعداد 2006.